# فيلاديكانس
بلدية بيلاديكانس (بالكاتالانية: Viladecans) هي إحدى بلديات مقاطعة برشلونة، والتي تقع في منطقة كاتالونيا، شرق إسبانيا.
يبلغ عدد سكانها 61.718 نسمة وفقاً لإحصائية سنة (2007).

## التطور الديموغرافي
هذا الجدول يوضح تطور ساكنة بلدية بيلاديكانس منذ سنة 1900.
| السنة                | 1900 | 1930 | 1950 | 1970   | 1986   | 2005   |
| عدد السكان (بالنسمة) | 1194 | 2990 | 4294 | 24,483 | 45,071 | 64,077 |

## أعلام
- مارتين مونتويا
- ديفيد ماركيز
- ماريا فاسكو
- فالينتي ماسانا
- رامون زابالو